# 기숙학교의 줄리엣
《기숙학교의 줄리엣》(일본어: 寄宿学校のジュリエット)은 카네다 요스케가 원작한 일본의 소년 만화다. 코단샤의 《별책 소년 매거진》에서 2015년 8월호부터 2017년 7월호까지 연재 후, 《주간 소년 매거진》에 이적해, 2017년 43호부터 2019년 40호까지 연재되었다. 대한민국에서는 학산문화사가 2017년 2월에 발행하기 시작하였다.
윌리엄 셰익스피어의 희곡 《로미오와 줄리엣》을 번안한 작품으로, 동화국과 웨스트 공국이라는 두 나라가 적대관계에 있다는 가공의 세계에서 동화국 소년과 웨스트 공국 소녀로 웨스트 공국에서 전개되는 연애 모양을 그린다.

## 줄거리
동화국과 웨스트 공국이라는 이웃한 두 나라가 서로 적대관계에 있는 세계다. 각자 동양권과 서양권이 모티브. 양국 사이에 위치한 달리아 섬에는 두 나라의 학생들이 모이는 명문 기숙학교 달리아 학원이 존재한다. 이 학원은 두 나라의 학생이 학생회부터 시작해 사실상 양분하며 대립하고 있으며 기숙사 또한 동화국 전용 블랙 도기 하우스와 웨스트 공국 전용 화이트 캣 하우스로 나뉘어 있다.
블랙도기의 학생인 이누즈카 로미오는 초등부 때부터 화이트 캣츠 동급생인 줄리엣 페르시아를 좋아했지만, 양국의 역사,정서적 배경과 명문인 자신의 가문의 위치, 학년 리더인 자신의 위치 때문에 그 마음을 전하지 못하고, 어쩔 수 없이 날마다 그녀와 싸우며 대립 할 수 밖에 없었다. 고등부 1학년이 된 그는 그런 나날이 반복되는 것에 대해 참지 못하고 줄리엣에게 다가가기 위해 그녀의 동향을 살핀다.
한편, 웨스트 공국의 백작 귀족 집안의 외동딸인 줄리엣 페르시아는 귀족의 작위를 남자만 이을 수 있는 웨스트 공국의 법 때문에 일가가 사라질 위기에 처한 현실을,세계를 바꾸기 위해 남자에게도 뒤지지 않는 힘과 다른 귀족에게 얕보이지 않는 실력을 기르기 위해 날마다 노력해왔다. 고등부 1학년이 된 어느날, 검도 수련을 마치고 기숙사로 돌아가는 길에 블랙도기의 마루 일당에게 기습 공격을 당해 위기에 처하고 마는데.
그녀를 구해준 것은 그녀의 동향을 살피고 있던 로미오였다. 로미오는 그녀를 구해주었지만 줄리엣은 자신이 로미오에게 동정심으로 구해졌다고 생각해 수치를 느끼고 도망친다. 그날 저녁, 고민하고 있던 로미오는 줄리엣에게 날아온 화살 편지를 받고, 중앙 분수대로 가 그녀를 만난다. 줄리엣과 대화 하던 중, 로미오는 그녀가 가지고 있는 귀족에 대한 자부심과 세계를 바꾸려는 그녀의 마음을 알게 되고, 그녀의 마음을 알려고 하지 않았고, 어중간한 태도를 보인 자신에 대해 반성한다. 그리고, 그녀와 레플리카 검으로 정면 대결하는 도중에 그녀에게 고백한다. 로미오의 갑작스러운 고백에 줄리엣은 당황했지만, 그녀와의 사랑을 위해 세계를 바꾸려는 그의 진심을 알고, 그의 고백을 받아준다. 그 이후로, 둘은 비밀연인이 되었으며, 아무에게도 들키지 않게 비밀연애를 이어나가고 있다.

## 등장인물

### 중심 인물
- 이누즈카 로미오 (犬塚 露壬雄)

성우: 오노 유우키 / 시마무라 유우(少)
동화국의 명가 이누즈카 가문 본가의 차남이며, 블랙 도기 고등부 1학년이다. 겉으로는 힘 세고, 낙제를 겨우 면하는 받는 양아치이지만, 속으로는 이해심 많고, 다정한 사람이다. '동화국', '웨스트공국'의 남녀의 사랑을 금하고 있는 이 세계를 바꾸기 위해 학원의 프리팩트가 되기 노력한다. 현재는 프리팩트인 테리아의 패그보이로 일하고 있다.
- 줄리엣 페르시아 (ジュリエット・ペルシア) / 줄리오 (ジュリオ)

성우: 카야노 아이
웨스트 공국 백작 가문인 페르시아가의 외동딸이며, 화이트 캣츠 고등부 1학년이다. 세계를 바꾸기 위해, 착실하게 힘과 실력을 기르고 있으며, 용감하고, 강인한 성격을 가졌다. 로미오와 비밀리에 만나는 것이 기본이지만, 로미오를 공개적으로 만날 때는 블랙도기 중등부 남자아이의 모습인 줄리오로 변장한다.

### 흑견(블랙도기)
- 코마이 하스키 (狛井 蓮季)

성우: 사쿠라 아야네
블랙 도기 고등부 1학년. 블랙도기 학년 수석의 엘리트로, 초등부 때부터 친구인 이누즈카 로미오를 좋아해왔지만, 로미오가 줄리엣 페르시아와 사귀는 것 때문에 갈등을 겪고 있다.
- 왕 코쵸 (王 胡蝶)

성우: 히다카 리나
블랙 도기 고등부 2학년이자 프리팩트이며, 전공은 약학이다. 나이는 14살이지만 우수한 성적으로 월반했으며, 활발하고, 명량하다. 테리아의 쌍둥이 언니이다.
- 왕 테리아 (王 手李亞)

성우: 오구라 유이
블랙 도기 고등부 2학년이자 프리팩트이며, 전공은 공학이다. 쌍둥이 언니인 코쵸와 마찬가지로 우수한 성적으로 월반했다. 매우 소심한 성격이며, 겁이 많아 잔 실수를 많이 하지만, 이누즈카 로미오에 관한 일에는 적극적이다.
- 마루 치즈루 (丸流千鶴)

성우: 스기타 토모카즈
블랙 도기 고등부 1학년. 화이트 캣츠와의 싸움에서 적극적인 모습을 보인다. 줄리엣 페르시아의 남장 모습을 한 줄리오를 좋아하는 거 같다. 특기는 반칙.
- 코히츠지 에이고 (古羊英悟)

성우: 시모노 히로
블랙 도기 고등부 1학년. 같이 어울리는 마루 치즈루의 영향인지, 역시 화이트 캣츠와의 싸움에서 적극적인 모습을 보인다. 야한 만화책, 프로노 등을 즐기며, 그 때문에 가끔씩 혼이 난다,
- 토사 겐토 (土佐健斗)

성우: 호소야 요시마사
블랙 도기 고등부 1학년. 코히츠지와 마찬가지로 마루와 같이 어울리며, 그 역시 화이트 캣츠와의 싸움에서 적극적인 모습을 보인다.
- 이누즈카 아이루 (犬塚 藍瑠)

성우: 오노 다이스케
동화국의 명가 이누즈카 가문 본가의 장남이자 당주, 로미오의 친형이며, 또 블랙 도기의 프리팩트 대표이다. 원래는 다정하고, 밝은 성격을 가졌으나, 아버지가 돌아가신 후 이누즈카 가문의 당주로서 가문을 지키려는 중압감 때문에 냉정하고, 거칠어졌다. 힘은 달리아 학원 학생중 가장 셀 것으로 추정된다.
- 시시 시즈카 (獅子 静香)

성우: 이이다 리호
블랙 도기 고등부 1학년으로 하스키의 친구이다. 연애 이야기와 노래 하는 것을 좋아한다.
- 보메라 니아 (歩米良 仁愛)

성우: 혼도 카에데
블랙도기 고등부 1학년으로 하스키의 친구이다. 연애 이야기와 달콤한 간식, 패션을 좋아한다.
- 코마이 코기 (狛井 晃葵)

블랙 도기 고등부 1학년의 리더(전 중등부 3학년 리더). 코마이 하스키의 남동생이다.
- 이누즈카 슈나 (犬塚 朱菜)

이누즈카 가문의 분가의 아이로, 어렸을 때 어려운 집안 사정으로 인해 고용인으로 본가에 살게 되었다. 친오빠나 다름없는 로미오를 매우 아끼며 친절하게 대하지만, 로미오를 괴롭히는 사람들과 특히 그와 관계가 있는 여자들에게는 매섭다. 달리아 학원 고등부 1학년으로 편입할 예정이다.
- 이누가미 레온 (狗神 玲音)

블랙도가 고등부 1학년으로, 프리팩트 대표인 이누즈카 아이루의 패그가 되었다. 토와인 아버지, 웨스트인 어머니 사이에 태어난 혼혈이다.
- 블랙 도기 하우스 마스터 (기숙사장)

성우: 쿠로다 타카야
흑견(블랙 도기 하우스)의 기숙사장이다. 발음이 매우 안 좋아 그의 말을 알아듣는 학생은 거의 없다. *(이상하게 욕을 할 때는 발음이 좋아진다.)*
- 라부미 (羅撫美)

블랙 도기 고등부의 학생. 연애밖에 모르며, 남자친구에 따라서 머리 모양과 복장을 바꾼다.
- 부루도 형제 (武留怒兄弟)
- 이누즈카 시바 (犬塚 柴)
- 요타로 (与太郎)

성우: 오구라 유이
블랙 도기 하우스의 반려견이다.

### 백묘(화이트 캣츠)
- 샤르트뢰 웨스티아 (シャルトリュー・ウェスティア)

성우: 시마무라 유우
웨스트 공국, 웨스티아 왕가의 제 1왕녀이자 화이트 캣츠 고등부 1학년. 줄리엣 페르시아와 소꿉친구이다. 줄리엣이 이누즈카 로미오와 비밀연애를 하는 것을 알고, 페르시아를 지켜주고, 도와주기 위해 노력한다.
- 스콧 폴드 (スコット・フォールド)

성우: 카미야 히로시/히다카 리나(少)
화이트 캣츠 고등부 1학년. 과거에 줄리엣 페르시아에게 은혜를 입은 사람으로서, 페르시아를 좋아하며, 존경하며 따라다닌다.
- 캣트 시 (ケット・シィ)

성우: 오키츠 카즈유키
화이트 캣츠의 프리팩트 대표이다. 평소에는 매우 활발하고,장난기 있는 모습이지만, 앤 사이벨에게 문제가 생길 때에는 이성을 잃는다.
- 앤 사이벨 (アン・サイベル)

성우: 우에사카 스미레
화이트 캣츠의 프리팩트이며 대표인 캣츠를 보좌하는 역할을 맡고 있다. 동화국,웨스트 공국 학생을 구분하지 않고 열심이 있고, 성실한 사람을 좋아하는 개방적인 마음을 가진 사람이다. 곰돌이 인형을 매우 좋아한다.
- 쟈니 렉스 (ジャーニー・レックス)

성우: 호시노 타카노리
화이트 캣츠의 프리택트이다. 근육질인 몸과 괴력을 소유하고 있다.(중등부 때에는 약골이었으나 그 뒤로 단련을 했다.)
- 아비 시니어 (アビ・シニア)

성우: 타치바나 신노스케
화이트 캣츠 고등부 1학년으로 미소년 콘테스트 1위에 빛나는 미남이다. 어렸을 때의 따돌림으로 인한 콤플렉스가 있으며, 그것을 극복하기 위해 프리팩트가 될려고 한다.
- 소마리 롱헤어드 (ソマリ・ロングヘアード)

성우: 키타무라 에리
화이트 캣츠 고등부 1학년. 초등부 시절에 평민 출신이라는 이유로 학원내 귀족 출신들에게 괴롭힘과 무시를 당한 아픈 기억이 있다. 괴력의 소유자로, 아비를 좋아하며 그가 하는 모든 말을 따른다.
- 아메리아 컬 (アメリア・カール)

화이트 캣츠 고등부 1학년의 새로운 리더. 화이트 캣츠 하우스의 기숙사장의 딸이다.
- 화이트 캣츠 하우스 마스터(기숙사장)

성우: 키무라 아키코

### 그 외
- 레그돌 페르시아 (ラグドール・ペルシア)

줄리엣 페르시아의 어머니. 속으로는 줄리엣을 매우 아끼고, 귀여워하지만, 귀족의 딸로 잘 키워야 한다는 마음 때문에 줄리엣에게 겉으로는 엄하고, 쌀쌀 맞게 대한다. 달리아 학원 출신으로, 학생 때, 몰래 사랑을 했던 블랙도기와 화이트 캣츠의 남녀가 들켜 학원에서 추방된 사건을 직접 목격했다.(그 중 화이트 캣츠의 학생이었던 터기시 페르시아가 자신의 남편이다.)
- 이누즈카 치와 (犬塚 千和)

이누즈카 로미오의 어머니. 로미오를 부담스러울 정도로 사랑하고 아낀다. 달리아 학원의 학생이었을 때, 당시 화이트 캣츠의 학생이었던 줄리엣의 아버지인 터키시 페르시아와 몰래 사랑을 했다 들켜 학원에서 추방당했다. 당시 연애에 관한 내용들은 그녀가 썼던 교환일기에 기록되어 있으며, 달리아 학원 도서관에 비밀스럽게 보관 되고 있다. 본명은 코이누 치와.
- 터키시 페르시아 (ターキッツュ・ペルシア)

성우: 타케모토 에이지
줄리엣 페르시아의 아버지. 달리아 학원의 학생이었을 때, 당시 블랙 도기의 학생이었던 로미오의 어머니인 코이누 치와와 몰래 사랑을 했다 들켜 학원에서 추방당했다. 치와와 사귈 때는 매우 낭만적이고 부드러운 성격이었으나, 딸인 줄리엣의 기억에는 냉소적인 아버지로 있다.
- 동화국 문부과학대신[9]

동화국 대표로 달리아 학원을 사찰하러 왔었다. 로미오와 테리아의 지나친 행동으로 고생을 했으나, 학생들의 도움으로 사찰에 만족감을 느꼈다.
- 웨스트 공국 교육대신[10]

웨스트 공국 대표로 달리아 학원을 사찰하러 왔었다. 사찰 활동 중, 실수를 계속하는 테리아를 깔봤으나, 그녀를 향한 학생들의 존경심을 보고 사과했다.

## 작중 세계

### 웨스트 공국
서양권을 모티브로 한 나라이다. 웨스티아 가문이 왕실로 있으며, 귀족제도가 남아있는 나라이다. 연인끼리 사랑의 증표로 로사리오를 선물하는 풍습이 있다.

### 동화국
동양권(일본)을 모티브로 한 나라이다. 정치체제는 공화제이다.
토오
동화국의 수도이다. 대표 랜드마크로는 600M가 넘는 높이의 전파탑인 '료쿠우 탑'과 '요츠코시 백화점'이 있다.

### 달리아 제도
웨스트 공국과 동화국 영해 사이에 있는 섬이다. 80여년전, 양국은 이 제도의 영유권을 가지고 3년간 전쟁을 벌였었다. 현재는 양국의 공동 지배권하에 있지만, 영유권 분쟁을 계속하고 있다. 서쪽과 동쪽에 웨스트인들과 동화인들이 사는 마을이 있으며, 남쪽 달리아 거리 부근에 이민자들이 사는 마을이 있다.
달리아 투기장
달리아 제도의 경기장으로 로마의 콜로세움과 구조가 비슷하다. 달리아 학원 체육제가 열리는 장소이기도 하다.
달리아 산
달리아 제도에 있는 산이다. 달리아 학원 '숲속학교 캠프'가 진행되었던 장소이다. 산 중턱에 강이 있는데, 물살이 빨라 일반인은 강 사이에 놓인 흔들다리가 없으면 건너기가 어렵다.
달리아 비치
달리아 제도에 있는 해수욕장이다. 여기서 좀 걸으면 등대가 있는데, 밀물 때에는 해수욕장과 등대사이의 길이 잠긴다.

#### 달리아 학원
달리아 제도 북쪽에 위치한 초·중·고 통합 기숙학교이다. 학생,교직원 구성은 동화국과 웨스트 공국이 양분을 하고 있으며, 교사들을 대신해 학생들을 지도하는 학생교사 '프리팩트'가 있다.학원내에서는 휴대전화 소지가 불가능하며, 학원에서 허락하지 않는 한 외출을 할 수가 없다. 또, 오후 11시에 통금이 있어, 각자의 기숙사에서 나갈 수 없다.
*학원내에서 서로의 나라 학생과 연인관계를 맺으면, 학원에서 추방을 당하는 관습법이 있다.*
블랙도기 하우스
동화국 학생들의 기숙사. 이 기숙사에는 전시물로 카타나 레플리카가 있다. *화이트 캣츠의 학생과 내통하거나 사랑하는 사이가 되면 할복하는 총의가 있다.* (실제로 실행하지는 않는다.)
화이트 캣츠 하우스
웨스트 공국 학생들의 기숙사. 이 기숙사에는 전시물로 브로드소드와 비슷한 레플리카가 있다.
분수대
화이트 캣츠 하우스와 블랙도기 하우스 중간에 위치한다. 분위기가 있는 곳이지만, 밤에는 사람이 거의 없다. 로미오와 줄리엣의 비밀연애가 시작 된 장소이기도 하다.
시계탑
달리아 학원에 있는 시계탑이다. 건물이 높아 전망이 좋고, 또 인적이 드물어 연인끼리 데이트 하기에 좋은 장소이다. 하지만, 외벽이 단단하지 않기 때문에 벽에 매달리는 행위는 삼가해야 한다.
장미 정원
장미가 피어 있는 정원으로 길이 미로형식으로 되어 있다.

## 발행 목록
출판사:  코단샤 코믹스(코단샤),  학산코믹스(학산문화사)
| 권수 | 제목                                           | 일본             | 일본                   | 대한민국         | 대한민국               |
| 권수 | 제목                                           | 발매일           | ISBN                   | 출판일           | ISBN                   |
| ---- | ---------------------------------------------- | ---------------- | ---------------------- | ---------------- | ---------------------- |
| 1    | 寄宿學校のジュリエット 1 기숙학교의 줄리엣 1   | 2015년 11월 9일  | ISBN 978-4-06-395526-2 | 2017년 2월 3일   | ISBN 979-11-256-6860-2 |
| 2    | 寄宿學校のジュリエット 2 기숙학교의 줄리엣 2   | 2016년 4월 8일   | ISBN 978-4-06-395641-2 | 2017년 3월 14일  | ISBN 979-11-256-6862-6 |
| 3    | 寄宿學校のジュリエット 3 기숙학교의 줄리엣 3   | 2016년 9월 9일   | ISBN 978-4-06-395751-8 | 2017년 5월 22일  | ISBN 979-11-256-6863-3 |
| 4    | 寄宿學校のジュリエット 4 기숙학교의 줄리엣 4   | 2017년 2월 9일   | ISBN 978-4-06-395862-1 | 2017년 7월 19일  | ISBN 979-11-256-7986-8 |
| 5    | 寄宿學校のジュリエット 5 기숙학교의 줄리엣 5   | 2017년 8월 9일   | ISBN 978-4-06-510224-4 | 2018년 1월 15일  | ISBN 979-11-256-9557-8 |
| 6    | 寄宿學校のジュリエット 6 기숙학교의 줄리엣 6   | 2017년 12월 15일 | ISBN 978-4-06-510545-0 | 2018년 4월 19일  | ISBN 979-11-6287-226-0 |
| 7    | 寄宿學校のジュリエット 7 기숙학교의 줄리엣 7   | 2018년 3월 16일  | ISBN 978-4-06-511071-3 | 2018년 6월 30일  | ISBN 979-11-6287-796-8 |
| 8    | 寄宿學校のジュリエット 8 기숙학교의 줄리엣 8   | 2018년 6월 15일  | ISBN 978-4-06-511613-5 | 2018년 11월 14일 | ISBN 979-11-348-0507-4 |
| 9    | 寄宿學校のジュリエット 9 기숙학교의 줄리엣 9   | 2018년 9월 14일  | ISBN 978-4-06-512604-2 | 2019년 4월 16일  | ISBN 979-11-348-0794-8 |
| 10   | 寄宿學校のジュリエット 10 기숙학교의 줄리엣 10 | 2018년 10월 17일 | ISBN 978-4-06-512995-1 | 2019년 8월 25일  | ISBN 979-11-348-2180-7 |
| 11   | 寄宿學校のジュリエット 11 기숙학교의 줄리엣 11 | 2018년 12월 17일 | ISBN 978-4-06-513488-7 | 2019년 10월 25일 | ISBN 979-11-348-3510-1 |
| 12   | 寄宿學校のジュリエット 12 기숙학교의 줄리엣 12 | 2019년 2월 15일  | ISBN 978-4-06-514128-1 | 2019년 12월 3일  | ISBN 979-11-348-3511-8 |
| 13   | 寄宿學校のジュリエット 13 기숙학교의 줄리엣 13 | 2019년 5월 17일  | ISBN 978-4-06-514886-0 | 2020년 2월 1일   | ISBN 979-11-348-3512-5 |
| 14   | 寄宿學校のジュリエット 14 기숙학교의 줄리엣 14 | 2019년 7월 17일  | ISBN 978-4-06-515311-6 | 2020년 4월 16일  | ISBN 979-11-348-5383-9 |
| 15   | 寄宿學校のジュリエット 15 기숙학교의 줄리엣 15 | 2019년 9월 17일  | ISBN 978-4-06-516450-1 | 2020년 9월 4일   | ISBN 979-11-348-6197-1 |
| 16   | 寄宿學校のジュリエット 16 기숙학교의 줄리엣 16 | 2019년 11월 15일 | ISBN 978-4-06-517359-6 | 2020년 11월 29일 | ISBN 979-1-13-487260-1 |

## TV 애니메이션

### 제작진
- 원작: 카네다 요스케(金田陽介)
- 감독: 타쿠노 세이키(宅野誠起)
- 조감독: 우스이 후미아키(臼井文明)
- 시리즈 구성/각본: 요시오카 타카오(吉岡たかを)
- 캐릭터 디자인: 모리모토 노조미(森本由布希)
- 미술 설정: 아오키 토모유키(青木智由紀), 이노세 유키에(イノセユキエ)
- 미술 감독: 사이토 유키히로(齋藤幸洋)
- 색채설계: 노지히 로사메(野地弘納)
- 촬영 감독: 타무라 히토시(田村 仁)
- 편집: 요시타케 마사토(吉武将人)
- 음향 감독: 츠루오카 요오타(鶴岡陽太)
- 음향 효과: 모리카와 에이코(森川永子)
- 음악: 요코야마 마사루(横山 克)
- 애니메이션 제작: 라이덴 필름(ライデンフィルム)
- 제작: 기숙학교의 줄리엣 제작 위원회(寄宿学校のジュリエット製作委員会)

### 주제곡
오프닝 테마: 「Love with You」
작사•작곡:Satoshi Yaginuma / 노래 - Fripside
엔딩 테마: 「いつか世界が変わるまで」 (언젠가 세상이 변할 때까지)
작사•작곡 - 사타카 료에이(佐高陵平) / 편곡 - 소노다 켄타로(園田健太郎) / 노래 - 이이다 리호(飯田里穂)

### 방영 목록
| 화수 | 부재(원제/번역)                                                      | 각본            | 그림 콘티           | 연출                                        | 작화 감독                                                                                       | 방영일          | 원작수록        |
| ---- | -------------------------------------------------------------------- | --------------- | ------------------- | ------------------------------------------- | ----------------------------------------------------------------------------------------------- | --------------- | --------------- |
| 1    | 犬塚露壬雄とジュリエット・ペルシア 이누즈카 로미오와 줄리엣 페르시아 | 요시오카 타카오 | 타쿠노 세이키       | 우스이 후미아키                             | 니시다 미야코 사가노 사쿠라코 우라시마 미키                                                     | 2018년 10월 5일 | 1권             |
| 2    | ロザリオとジュリエット 로사리오와 줄리엣                             | 요시오카 타카오 | 마스다 미사토       | 마스다 미사토                               | 오구라 노리코 토미타니 미카 이시자키 유우코                                                     | 10월 12일       | 1권             |
| 3    | 露壬雄とシャル姫 로미오와 샤르 공주                                  | 요시오카 타카오 | 이토 유우치         | 미야타 료                                   | 키나모토 코진 아오하치 요시노부 이이노 히로시                                                   | 10월 19일       | 1권             |
| 4    | 露壬雄と蓮季 로미오와 하스키                                         | 요시오카 타카오 | 이데 야스노리       | 이베 유시                                   | 사가노 사쿠라코 스즈키 하루카 스즈키 나츠코                                                     | 10월 26일       | 2권             |
| 5    | 露壬雄と体育祭 로미오와 체육제                                       | 요시오카 타카오 | 이시이 히사시       | 미야타 료                                   | 마루 히데오 아오하치 요시노부 이이노 히로시                                                     | 11월 2일        | 2권             |
| 6    | ジュリエットと体育祭 줄리엣과 체육제                                 | 요시오카 타카오 | 우스이 후미아키     | 우스이 후미아키                             | 오구라 노리코 토미야 미카 하야시 시호                                                           | 11월 9일        | 2권             |
| 7    | 露壬雄とジュリエットと体育祭 로미오와 줄리엣과 체육제                | 요시오카 타카오 | 이데 야스노리       | 타카다 미사토                               | 사가노 사쿠라코 이시자키 유코 야마다 카나리                                                     | 11월 16일       | 3권             |
| 8    | 露壬雄と監督生 로미오와 감독생                                       | 요시오카 타카오 | 이시가오카 노리카즈 | 이시가오카 노리카즈                         | 우라시마 미키 스즈키 하루카 스즈키 나츠코                                                       | 11월 23일       | 3권             |
| 9    | 露壬雄とシャルとプレゼント 로미오와 샤르와 선물                      | 요시오카 타카오 | 이시이 히사시       | 무라타 나오키                               | 모리 에츠히토 나카야마 카즈코 야마자키 코헤이 아와이 시게노리 오카 아키히코                     | 11월 30일       | 3권             |
| 10   | 露壬雄と藍瑠 로미오와 아이루                                         | 요시오카 타카오 | 야마시타 히데미     | 이베 유시                                   | 오구라 노리코 토미야 미카 이시자키 유코                                                         | 12월 7일        | 3권             |
| 11   | 露壬雄とジュリエットと誕生日 로미오와 줄리엣과 생일                  | 요시오카 타카오 | 이와사키 요시아키   | 카도타 히데히코                             | 김택룡 권용상                                                                                   | 12월 14일       | 4권(제 16-18막) |
| 12   | 露壬雄とジュリエット 로미오와 줄리엣                                 | 요시오카 타카오 | 이데 야스노리       | 타카다 미사토 우스이 후미아키 타쿠노 세이키 | 타카기 유지 스즈키 하루카 이시자키 유코 야마다 카나리 토미야 미카 데노 요시노리 사가노 사쿠라코 | 12월 21일       | 4권(제 16-18막) |

| 마이니치 방송 아니메이즘 B1 | 마이니치 방송 아니메이즘 B1 | 마이니치 방송 아니메이즘 B1 |
| 이전 작품                   | 작품명                      | 다음 작품                   |
| --------------------------- | --------------------------- | --------------------------- |
| 해피 슈가 라이프            | 기숙학교의 줄리엣           | 도메스틱 그녀               |

## 같이 보기
- 로미오와 줄리엣
- 기숙학교

## 참고
1. ↑  요스케, 카네다. 《기숙학교의 줄리엣 1》.
2. ↑  아버지는 로미오가 8살때 돌아가셨다.(원작 8권 49막 173p.)
3. ↑  화이트 캣츠 프리팩트 대표인 캣트 시와 대결을 벌인 적이 없기 때문에 둘 중에 누가 더 센지는 모른다.
4. ↑  원작 7권 126p.(엑스트라 캐릭터 소개)
5. 1 2  이하동문.
6. ↑  원작 4권 190p.(보너스 만화 - 렉스의 비밀)
7. ↑  줄리엣 페르시아가 학원 도서관에서 일기장을 발견했다.(원작 9권 53막)
8. ↑  일기장의 이름이 적혀 있었다.(원작 9권 53막 82p.)
9. ↑  대한민국에서 교육부 장관에 해당하는 직책이다.
10. ↑  이하 동문.
11. ↑  대한민국 화성시에 있는 제부도와 비슷하다.
12. ↑  줄리엣 페르시아의 어머니 레그돌이 자신이 학생이었을 때의 이야기를 줄리엣에게 들려준다.(원작 8권 44막)